# Make (Botswana)
Make è un villaggio del Botswana situato nel distretto di Kgalagadi, sottodistretto di Kgalagadi North. Il villaggio, secondo il censimento del 2011, conta 398 abitanti.
Un luogo da visitare